# マダラサソリ
マダラサソリ（斑蠍、学名 Isometrus maculatus）は、クモガタ綱サソリ目ウシコロシサソリ科に属するサソリである。
別名マダラナミハカリサソリ。日本に産するサソリ2種のうちの1つで、人に対する危険は少ないが外来生物法により特定外来生物に指定されている。

## 概説
日本に分布するサソリとしてヤエヤマサソリ(Liocheles australasiae)と共に、「マダラサソリ」として広く知られている。日本では宮古諸島及び八重山諸島、小笠原諸島に分布している。

## 特徴
中型種で、大きさは50mm前後だが雌雄差があり、オスは後腹部と触肢が長く、体長がメスより大きくなる。体色は黄色で、黒色の斑模様が入る。。
尾節の先端に毒針を持つ。刺されると赤く腫れ、わずかに疼痛があるが、毒性は弱く、治療を要した事例はない。

## 分布
世界中の熱帯及び温帯地域に広く分布する種類。詳しくは以下の通り。
カメルーン、カメルーン、ケニア、マダガスカル、モーリシャス諸島、モザンビーク、レユニオン、セントヘレナ、セーシェル諸島、ソマリア、タンザニア、中国、インドネシア、日本、フィリピン、シンガポール、スリランカ、スペイン、ケイマン諸島、キューバ、セントビンセント及びグレナディーン諸島、アメリカ、オーストラリア、クック諸島、ポリネシア、キリバス、ブラジル、チリ、イースター島　　　　

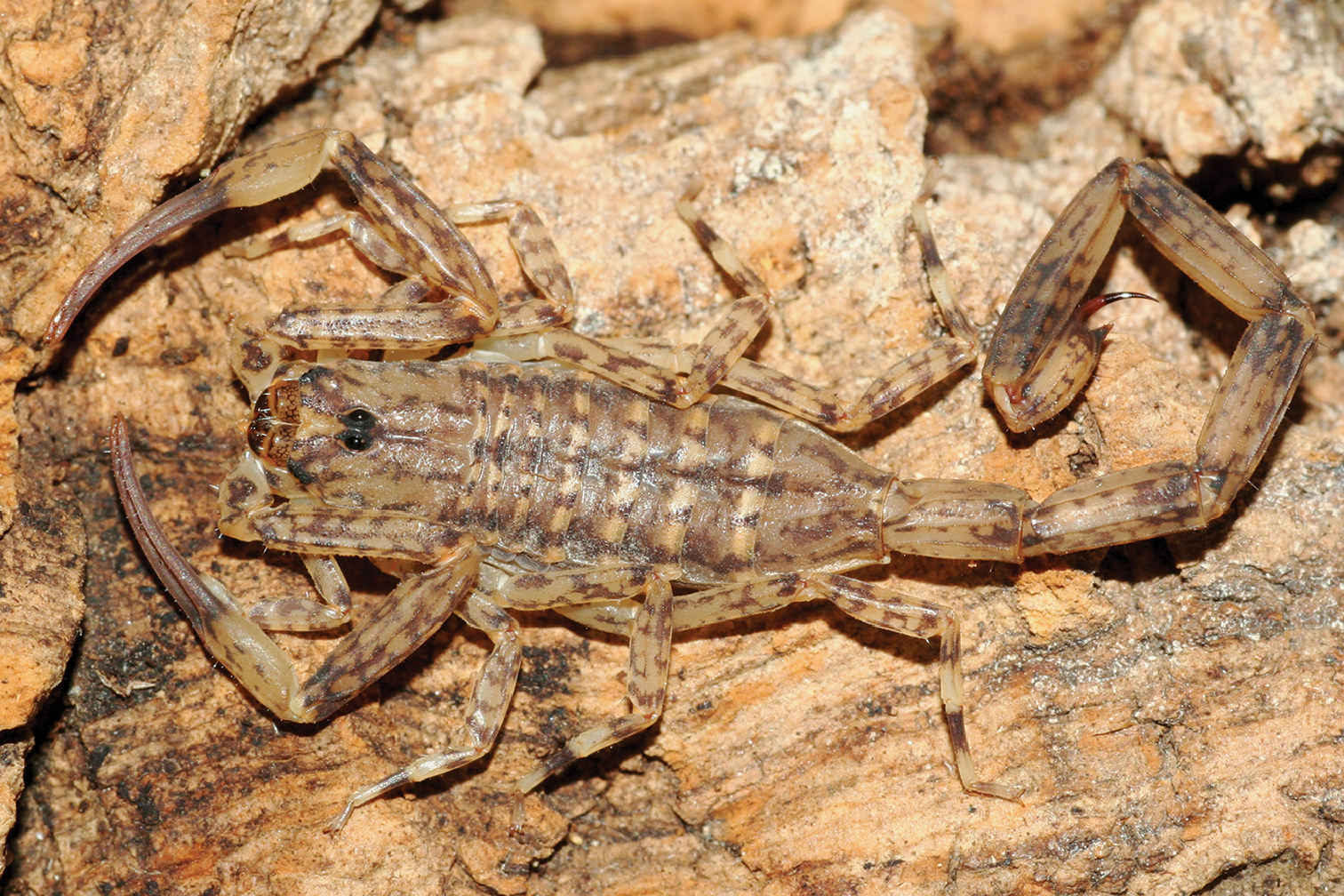
マダラサソリ

日本では宮古諸島のほぼ全域、八重山諸島のほぼ全域、小笠原諸島の一部に分布する。具体的には以下の通り。
| 島名           | 文献         |
| 父島（絶滅）   | 高島, 1949   |
| 母島（絶滅）   | 高島, 1943   |
| 硫黄島         | 久保, 2001   |
| 宮古島         | 下謝名, 1972 |
| 伊良部島       | 河合, 2021a  |
| 宮古島市下地島 | 河合, 2021a  |
| 石垣島         | 高島, 1948   |
| 西表島         | 横塚, 2011   |
| 新城(上地)島   | 山崎ら, 2016 |
| 波照間島       | 河合, 2020b  |
| 与那国島       | 村松, 2007   |

まれに、荷物などに紛れて本土の港湾などで発見された例がある。

小笠原諸島の個体群については比較的近年(1930年代初頭頃)サイパン方面から非意図的に移入されたとされている。先島諸島の個体群に関しては非常に古くから分布していると考えられる。一番大本の原産地はおそらくスリランカであると言われているが反論もある。

## 扱い
本種は在来種だが、本種を含むウシコロシサソリ科の全種が外来生物法により特定外来生物に指定されているため、法律上は特定外来生物となる。

## 生態
開けた場所にある樹や皮倒木の下、石の下などに生息する。人家周辺でも見られ、家屋内に侵入することもある。
国内では宮古諸島において詳しい生息環境の調査がなされている。

## 生殖
メスは精子を蓄えておくことが出来る貯精嚢を持っているので一回の交接で複数回の出産が可能である。1回の出産数は十数匹。野生採取個体が採取後交接することなく15匹程を3回(計45匹程)出産した記録もある。この繁殖力の高さが分布域拡大の要因の一つであることは明白である。

## 毒性
サソリは毒性が恐ろしいと必要以上に警戒されるが、この種の場合、刺された例を聞くことすらほとんどない。刺された場合にも軽く痛みを感じる程度であり、時間と共に痛みは和らいでいく。
なお、これは毒を持たないという意味ではなく、人間など大型の動物に対する毒性がごく弱いことを意味するだけである。サソリの毒は大型の天敵に対する防護にも使われるがあくまで二次利用であり、元々は餌となる昆虫等を確実に捕殺するためのものである。

## 類似の種など

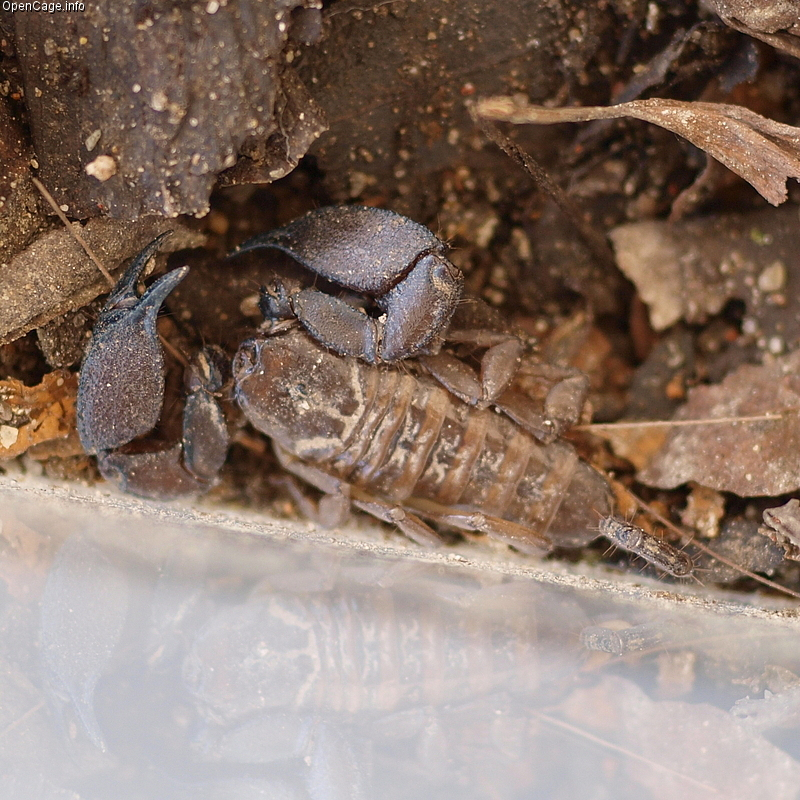
ヤエヤマサソリ

日本のサソリとしてはもう1種、ヤエヤマサソリがあり、先島諸島（宮古列島及び八重山列島）と沖縄諸島に分布する。しかし全体に扁平で、鋏は短く、体色が暗褐色なので、区別はたやすい。